# Et cetera
Et cetera (произношение в классической латыни [ɛt ˈkeː.tɛ.ra], в более поздней [et ˈt͡seː.te.ra]; обычно сокращается на письме до etc.) — латинское выражение, означающее «и другие», «и тому подобное», «и так далее».

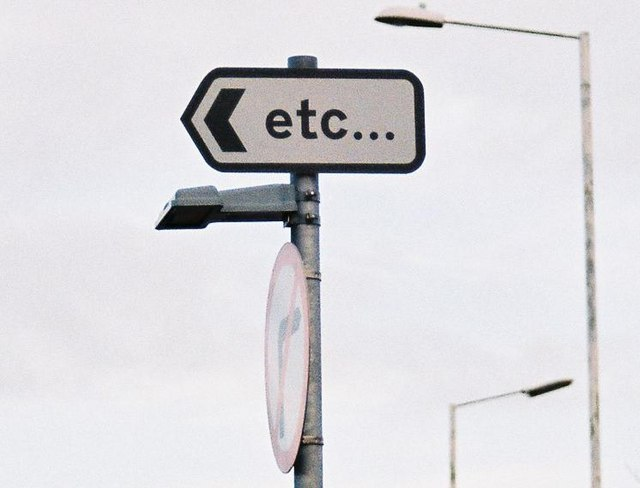
Etc.
(Et cetera)

Входит в число латинских выражений, употребительных в разных языках без перевода, в частности, в научном стиле речи. В русском языке употреблялся и в непринуждённой речи образованной части общества в XIX веке. Ставится в конце неполного перечисления однородных явлений или предметов аналогично русским и так далее, и тому подобное (сокращённо и т. д., и т. п.), которые В. В. Морковкин в созданном им первом «Словаре структурных слов русского языка» отнёс к самому малочисленному, по его классификации, лексико-грамматическому классу русских слов (или части речи), который он приводит под соответствующим латинскому слову названием: «Цетеры». В записи часто сокращается до etc., иногда используется с удвоением — «et cetera, et cetera», что, возможно, может являться аналогией фразы «И так далее, и тому подобное».

## Происхождение
В латинском языке это выражение возникло как калька с древнегреческого «καὶ τὰ ἕτερα» — «и остальные предметы», «и остальное». Более распространённой греческой формой считалось «καὶ τὰ λοιπά» ([kai ta loipa] «и остаток»). Cetera — множественное число среднего рода от редко употребляемого в единственном числе латинского cēterus («прочий, остальной»).